# Tamiops
Tamiops is een geslacht van zoogdieren uit de familie van de eekhoorns (Sciuridae). De wetenschappelijke naam van het geslacht werd in 1906 gepubliceerd door Joel Asaph Allen.

## Soorten
Er worden 6 soorten in dit geslacht geplaatst:
- Tamiops barbei (E. Blyth, 1847)
- Tamiops maritimus (Bonhote, 1900)
- Tamiops mcclellandii (Horsfield, 1840)
- Tamiops minshanicus Liu et al., 2022
- Tamiops rodolphii (Milne-Edwards, 1867)
- Tamiops swinhoei (Milne-Edwards, 1874) - Chinese gestreepte boomeekhoorn